# Sifakaer
Sifakaer (Propithecus) er en slægt i familien indrier blandt lemurer. Den omfatter omkring ni arter. Navnet 'sifaka' er en tolkning af de høje skrig, der anvendes når territoriet hævdes.
Sifakaer lever i grupper af forskellig størrelse. Når de bevæger sig på jorden foregår det med en karakteristisk sidelæns hoppende gang med armene bredt ud til siden.

## Arter
De ni arter i slægten Propithecus:
- Østlig sifaka, Propithecus diadema
- Propithecus edwardsi
- Propithecus candidus
- Propithecus perrieri
- Propithecus coquereli
- Vestlig sifaka, Propithecus verreauxi
- Propithecus deckenii
- Propithecus coronatus
- Propithecus tattersalli